# Arhopala pratinas
Arhopala pratinas är en fjärilsart som beskrevs av Hans Fruhstorfer 1914. Arhopala pratinas ingår i släktet Arhopala och familjen juvelvingar. Inga underarter finns listade i Catalogue of Life.